# Dyregården Toftegården
Dyregården Toftegården er en besøgsgård i Albertslund Kommune beliggende i Vridsløselille. Toftegården tilbyder rundvisning, ponyridning og hestevognsture. 
Gården er desuden godkendt af staten som bevaringscenter for gamle nationale husdyrracer.

## Eksterne links
- Dyregården Toftegården Arkiveret 9. august 2020 hos  Wayback Machine

55°39′32″N 12°19′52″Ø / 55.658931°N 12.330986°Ø